# Eremochernes gracilipes
Eremochernes gracilipes är en spindeldjursart som först beskrevs av Vladimir V. Redikorzev 1922.  Eremochernes gracilipes ingår i släktet Eremochernes och familjen tvåögonklokrypare. Inga underarter finns listade i Catalogue of Life.